# 薇拉·夏拉芙
薇拉·夏拉芙（Vera Sharav， 1937年—），納粹大屠殺倖存者，人類研究保障聯盟創始人暨主席。

## 生平
出生於羅馬尼亞。1941年，與父母一起被驅離家門，驅逐到莫吉廖夫的集中營。父親在集中營去世。1944年，她獨自一人脫離集中營，歷經波折遠赴伊斯坦堡，隨即前往巴勒斯坦，跟親戚住在一起。後前往美國紐約市，在那裡與倖存下來的母親團聚。
就讀普瑞特藝術學院，獲圖書館學碩士學位。
當薇拉的大兒子在1994年因服用氯氮平而身故後，她開始關注生物醫學研究方面的問題。後成立了「人類研究保障聯盟」。
自2020年起，她強烈抨擊各國政府的新冠疫情應對措施，將其與納粹德國的政策相提並論，稱二者間的相似之處是「散佈恐懼和妖魔化某些人」。

## 家庭
其夫伊扎克·夏拉夫（Itzhak Sharav），曾任哥倫比亞大學商學院會計學教授。育有兩名兒子，其中大兒子在青年時去世。

## 外部連結
- 薇拉·夏拉芙在互联网电影资料库（IMDb）上的資料（英文）